# Ricardo Delgado (voetballer)
Ricardo Delgado (Sao Francisco Xavier, 2 februari 1994) is een Luxemburgs voetballer die speelt als verdediger.

## Carrière
Vanuit de jeugd stroomde hij door naar de eerste ploeg van Jeunesse Esch. In 2019 maakte hij een transfer naar F91 Dudelange.

## Erelijst
Luxemburgse voetbalbeker: 2012/13